# Новосибирская и всея Сибири епархия
Новосиби́рская и всея Сиби́ри епа́рхия — каноническое и структурно-территориальное подразделение Русской Православной старообрядческой церкви на территории: Новосибирской, Омской, Тюменской областей, Алтайского края и республики Алтай.
Кафедральный храм: Рождества Пресвятыя Богородицы в Новосибирске

## История
После церковного раскола епархия Русской православной старообрядческой церкви была образована на Урале и Западной Сибири в 1850-е годы. В состав епархии входили белокриницкие общины Томской, Иркутской, Енисейской губерний, Амурской, Якутской, Забайкальской, Акмолинской, Семипалатинской и Семиреченской областей. Первым управляющим воссозданной епархии с титулом епископ Тобольский и всея Сибири с декабря 1862 года по 1882 год был поставлен Саватий (Лёвшин). С октября 1885 года его сменил епископ Томский и Всея Сибири Мефодий (Екимов).
К началу 1887 года из состава Сибирской епархии выделяется Томская епархия (общины Пермской губернии входили в это время под окормление архиепископа Саватия).
После выхода правительственных указов 1905—1906 годов большинство общин получило официальную регистрацию. В Томской губернии (барнаульская, новониколаевская, томская и другие сельские общины, мужской Казанский и женский Ново-Архангельский скиты на реке Юксе (Томский уезд Томской губернии), женский Тихвинский монастырь на реке Тое (Колыванский уезд Томской губернии).
После 1905 года в Сибири начинают созываться ежегодные епархиальные съезды, служившие органом епархиального управления (Барнаул, Новониколаевск, 1906—1928). На съездах решались вопросы приходской и епархиальной жизни: уставные, финансово-хозяйственные и организационные.
В 1910-е годы в Сибири существовали старообрядческие епархии: Пермско-Тобольская, Томско-Алтайская, Иркутско-Амурская и всего Дальнего Востока.
В 1916—1919 годы активно обсуждались вопросы культуры и просвещения, создания приютов для детей-сирот, проблемы объединения со старообрядцами других согласий и др. С 1917 года — активизация общественно-политической жизни, организованы несколько политических акций.
В июне 1919 года епархиальным съездом Томско-Алтайской епархии разработано «Временное положение о древлеправославной Церкви», предназначенное для утверждения колчаковским правительством в качестве «временного закона».
В 1922 году Томско-Алтайский епископ Тихон (Сухов) обращается к сибирским старообрядческим приходам с призывом к «лояльности» по отношению к власти. В 1925 году советом в епархии принят Устав религиозных общин, получивших статус религиозных обществ.
В 1922—1923 годы выделяются епархии Минусинско-Урянхайская, Семипалатинско-Зайсанская (возглавлял епископ Семипалатинский и Миасский Андриан (Бердышев)). Делается попытка разделить Пермско-Тобольскую, Томско-Алтайскую епархии.
Епархия Новосибирская и Всея Сибири воссоздана постановлением московского Собора в 1992 года. В новую епархию вошли огромные территории Восточной и Западной Сибири, Дальнего Востока, Казахстана и Средней Азии. Правящим архиереем становится епископ Силуян (Килин).
В 1999 году завершено строительство кафедрального собора в Новосибирске.
В сентябре 1999 года решением новосибирского епархиального совещания епархия разделена на восточное (Томская, Кемеровская, Иркутская области, Красноярский край, республики Хакасия, Тыва) и западное благочиния (Новосибирская, Омская область, Алтайский край, республика Алтай, Казахстан, Киргизия, Узбекистан).
В октябре 1999 года решением Освященного Собора из части епархии была создана Уссурийская и всего Дальнего Востока епархия, в которую вошли Приморский и Хабаровский края, Еврейская автономная область, Амурская, Магаданская, Камчатская, Читинская область, Чукотский автономный округ, республики Саха-Якутия и Бурятия. При этим в состав епархии после утонения границ вошли: Новосибирская, Омская, Тюменская, Кемеровская, Томская, Иркутская области, Алтайский край, Республика Алтай, Тува, Хакасия, Красноярский край, Казахстан, Туркменистан, Узбекистан, Таджикистан, Киргизия.
С 2004 года в Тыве действует небольшой скит. В Барнауле ведется строительство храмового комплекса.
С 2004 году регулярно проводятся крестные ходы к месту Казанского и Ново-Архангельского скитов (Томская область).
В 2007 году освящено место под строительство храма в Новокузнецке. В том же году по инициативе общин Енисейска и Новокузнецка проходят регулярные крестные ходы к месту пребывания священномученика протопопа Аввакума в Енисейске.
28 сентября — 1 октября 2012 года митрополит Корнилий (Титов) возглавил торжества по случаю 150-летия создания Сибирской епархии.
21 октября 2015 года решением Освященного Собора РПСЦ на территории Томской и Кемеровской областей, Красноярского края, Республики Хакасии и Республики Тывы была образована Томская епархия.
19 октября 2016 года решением Освященного Собора РПСЦ была образована Казахстанская епархия, к которой отошли Казахстан и страны Средней Азии.
30 октября 2016 года в новосибирском кафедральном соборе во имя Рожества Пресвятой Богородицы состоялось торжественное открытие Музея истории старообрядчества Сибири.
24 июля 2019 года в посёлке Коченёво Новосибирской области была зарегистрирована «Коченёвская Православная Старообрядческая Община».

## Современное состояние

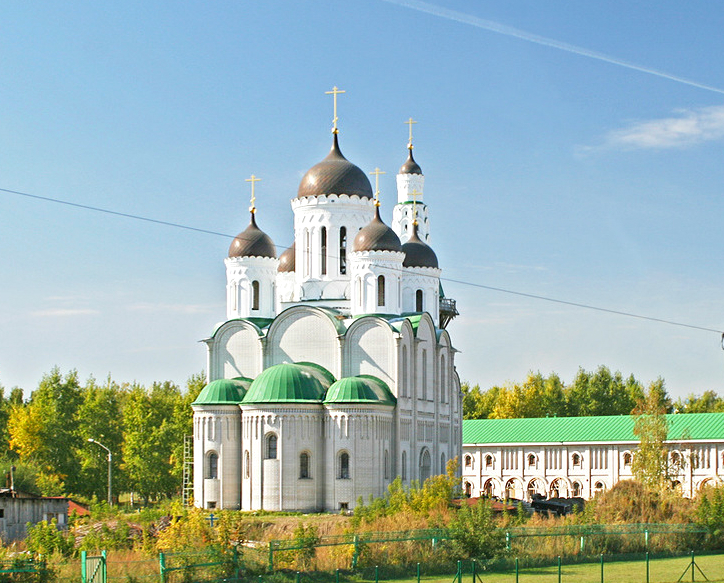
Покровский храм, Барнаул

В настоящее время в епархии более 15 приходов; в Залесово действует небольшое монастырское подворье.
Приходы епархии находятся в:
- Новосибирск — собор Рождества Пресвятой Богородицы[10] и церковь в честь св. великомученицы Варвары[11].
- Барнаул — храмовый комплекс во главе с собором во имя Покрова Пресвятыя Богородицы[5], освящённый 24 сентября 2017 года[12].
- Омск — храм во имя святителя Николы, освящённый в мае 2014 года[13].
- Бийск — храм во имя Казанской иконы Богородицы[14].
- Горно-Алтайск — молитвенный дом, освященный во имя Смоленской иконы Богородицы Одигитрии. В 2016 году совершена закладка нового храма[15].
- Залесово — храм во имя Святителя и Чудотворца Николы, освящённый в 2000 году, возле храма проводится православный детский лагерь.

### Ежегодные мероприятия
С 2004 года регулярно проводятся крестные ходы к месту Казанского и Ново-Архангельского скитов (Томская область).
C 2007 года по инициативе общин гг. Енисейска и Новокузнецка проходят регулярные крестные ходы к месту пребывания священномученика протопопа Аввакума (г. Енисейск).
C 2001 года в селе Залесово летом проходит детский христианский лагерь, с 2005 года носящий название «Чистые Росы».
C 2016 года в Залесовском районе Алтайского благочиния проходит ежегодный Причумышский крестный ход из с. Залесово в бывшую д. Новоглушинку к месту, где находился старообрядческий храм Святой Живоначальной Троицы. Во время шествия крестным ходом проводится служба святым мученикам и исповедникам, пострадавшим в XX веке от безбожных.

### Благочинные
- протоиерей Михаил Задворнов, также является икономом епархии
- протоиерей Никола Думнов

## Управляющие епархией
- Саватий (Лёвшин) (декабрь 1862 — 10 октября 1882) епископ Тобольский и Всея Сибири
- Мефодий (Екимов) (октябрь 1885 — 10 мая 1898) епископ Томский и Всея Сибири
  - Антоний (Паромов) (1898 — август 1899) епископ Пермский и временно Сибирский
- Феодосий (Быков) (август 1899—1909) епископ Томско-Иркутский и всея Сибири
- Силуян (Килин) (18 октября 1992 — 5 ноября 2021) † епископ Новосибирский и всея Сибири
  - Сава (Чаловский) (с 23 февраля 2022) в/у, еп. Казахстанский